# Heinrich Neugebauer
Heinrich Neugebauer war ein österreichischer Jurist und Politiker.

## Leben
Neugebauer studierte Rechtswissenschaft und wurde promoviert. Er arbeitete als Advokat in Luditz.
Von Ende Mai 1848 bis Mitte Mai 1849 war er für den Wahlkreis Böhmen in Buchau (Kreis Elbogen) Mitglied der Frankfurter Nationalversammlung in der Fraktion Württemberger Hof. Später war er Mitglied im Zentralmärzverein.